# 火你赤
火你赤（?—?，羅馬化：xonʹčin，直译：「牧羊人」），元朝大臣，元顺帝时的「營國公」。
至正十二年（1352年）闰三月，江西行省右丞火你赤與參知政事朶䚟討伐江西红巾军。至正十三年（1353年）十一月，江西左丞火你赤率兵平富州、臨江，于是引兵收复瑞州。至正十五年（1355年）二月，命刑部尚書董銓等與江西行省平章政事火你赤專任征討之務。至正十七年（1357年）四月，封江西行省平章政事火你赤為營國公。至正十八年（1358年）四月，陳友諒攻下龍興路，省臣道童、火你赤棄城逃跑。至正二十五年（1365年）六月乙卯，以太尉火你赤為御史大夫。